# Queen (Queen)
Queen è il primo album in studio dell'omonimo gruppo musicale britannico, pubblicato il 13 luglio 1973 nel Regno Unito dalla EMI e il 4 settembre dello stesso anno negli Stati Uniti d'America dall'Elektra Records.
Registrato ai Trident Studios e ai De Lane Lea Studios di Londra tra il 1971 e il 1972, venne prodotto da Roy Thomas Baker, John Anthony oltre che dai Queen. Il cantante Freddie Mercury e il chitarrista Brian May furono autori della maggior parte dei brani; il batterista Roger Taylor compose e cantò Modern Times Rock 'n' Roll mentre il bassista John Deacon non venne accreditato in alcun brano.
L'album, caratterizzato da sonorità hard e glam rock, oltre che presentare alcuni elementi del nascente heavy metal, comprende brani che trattano anche di argomenti folkloristici (My Fairy King) e religiosi (Jesus). La band incluse il commento "No synthesizers" sulla copertina dell'album, per non confondere i loro elaborati multi-tracking, i numerosi effetti con la chitarra e i suoni vocali con quelli prodotti con questo strumento.

## Storia
Il gruppo, formato nel 1970 e completato da Deacon nel febbraio 1971, cominciò a suonare nel circuito universitario e dei club nei dintorni di Londra. Nel settembre 1971, Terry Yeadon, un amico di May, offrì ai Queen, che avevano organizzato un primo tour in Cornovaglia nello stesso anno, la possibilità di registrare gratuitamente nei nuovi De Lane Lea Studios, per collaudarne le attrezzature. La band ne approfittò, registrando alcuni brani originali, come Keep Yourself Alive, Liar e Stone Cold Crazy. Inizialmente nessuna casa discografica volle assumerli, ad eccezione della Chrysalis Records; nel 1972, i brani attirarono poi l'attenzione di John Anthony, discografico della Mercury Records, e di Roy Thomas Baker, collaboratore dei Trident Studios, di proprietà di Norman e Barry Sheffield.

### Registrazione
I Queen ebbero così la possibilità di avere a disposizione delle sale di registrazione, tuttavia poterono registrare le proprie canzoni solo durante i tempi morti, solo dopo che l'artista pagante fosse andato via. Il limitato utilizzo delle sale di registrazione si protrasse da giugno a novembre del 1972; in questo periodo la band si concentrò sul terminare un brano alla volta, prima di passare al successivo. Il produttore Roy Thomas Baker chiese loro di registrare nuovamente le canzoni, stavolta con un equipaggiamento migliore. Un giorno il produttore Robin Cable chiese a Freddie Mercury di registrare delle parti vocali per delle versioni di I Can Hear Music e Goin' Back su cui stava lavorando. Il cantante chiese la collaborazione anche a Brian May e Roger Taylor, non John Deacon, nonostante facesse già parte del gruppo; i pezzi vennero registrati e pubblicati in vinile nel 1973 con lo pseudonimo di Larry Lurex.
Keep Yourself Alive fu la prima a venire registrata nuovamente, risultato che però non venne apprezzato dal gruppo. La traccia venne registrata ancora una volta, ma, nelle sessioni di mixaggio, nessun mix soddisfaceva le loro pretese, finché dopo altri sette o otto tentativi falliti, Mike Stone, che sarebbe poi rimasto il tecnico del suono e a volte il co-produttore dei successivi cinque album dei Queen, ebbe poi l'approvazione dei Queen. Per il brano Mad the Swine, nonostante fosse registrato per l'album di debutto, Baker e i Queen erano in disaccordo per quanto riguarda la qualità del suono delle percussioni; non avendo risolto le divergenze, il brano venne lasciato fuori dall'album. Per quanto riguarda The Night Comes Down si preferì utilizzare la demo registrata ai De Lane Lea Studios, poiché la sua qualità risultò migliore rispetto allo standard del resto delle canzoni dell'album.
Stone Cold Crazy, che venne scritta alla fine degli anni sessanta da Mercury, quando era membro dei Sour Milk Sea, non fece parte dell'album ma venne incluse nel terzo album dei Queen, Sheer Heart Attack, del 1974. Anche Father to Son e Ogre Battle erano già state composte, oltre che era eseguita in concerto già dal 1972, ma la band volle avere più tempo per perfezionarla in studio. Altre registrazioni di questo periodo, come due tracce degli Smile (Silver Salmon e Polar Bear), Rock And Roll Medley (allora eseguito molto spesso nei bis) e Hangman vennero incise su vinile e fanno ora parte di collezioni private.
Nonostante l'album fosse già completo e mixato dal novembre 1972, i Trident impiegarono alcuni mesi per cercare un'etichetta discografica disposta a pubblicarlo. Infine lo pubblicarono essi stessi, ma solo dopo otto mesi, nel 1973. Durante questo lasso di tempo i Queen avevano iniziato a scrivere materiale per il loro album successivo, ma erano demoralizzati dai ritardi nella pubblicazione del loro primo lavoro. Nello stesso periodo registrarono due sessioni per la BBC Radio 1.
Al momento di decidere che titolo dare all'album, il gruppo si trovò a scegliere tra varie opzioni: Roger Taylor avrebbe voluto chiamarlo Top, Fax, Pix and Info ma venne messo in minoranza, invece, dopo qualche discussione, venne scartata anche l'ipotesi di chiamarlo Deary Me, uno dei modi di dire di Roy Thomas Baker, che divenne produttore del gruppo. Alla fine la band decise di chiamarlo semplicemente Queen.
La copertina, secondo la prima idea, avrebbe dovuto ritrarre una foto del gruppo, scattata nell'appartamento di Mercury, racchiusa dentro un ovale con toni seppia, in modo tale da assumere un aspetto "vittoriano" (un esemplare della foto originale verrà poi usato per la copertina del primo singolo Keep Yourself Alive).
Brian May ipotizzò di usare alcune particolari tecniche fotografiche, mettendo della plastica colorata davanti all'obiettivo della macchina fotografica, ottenendo così dei suggestivi effetti di distorsione. I primi risultati non furono soddisfacenti e così, sempre Brian, suggerì di utilizzare una foto che ritraeva Freddie Mercury sul palco con alle spalle due riflettori. Quest'ultima, modificata accuratamente tramite l'uso di filtri di color porpora, secondo lo stesso May, doveva avere l'aspetto di una "cometa" che illuminasse il cantante. La stessa foto, sarà resa di colore rosso acceso per il mercato americano.
La retrocopertina del disco invece presenta un collage composto da immagini della band, tra cui alcune foto glam scattate a casa del cantante ed altre riguardanti un party in cui ognuno di loro è mascherato (Mercury è un cavaliere, Taylor un pagliaccio, Deacon è un cappellaio matto, mentre May usa il becco da pinguino che riprenderà nel 1991 per il videoclip di I'm Going Slightly Mad). Sono presenti anche una foto di uno dei loro roadie, una bambola raffigurante Roger Taylor e altre immagini prese da concerti e registrazioni nel periodo 1971-72.

### Pubblicazione
(Brian May)
Il primo singolo di Queen, Keep Yourself Alive (il mix di Mike Stone, ovvero la versione album), venne pubblicato una settimana prima dell'album (nel Regno Unito pubblicati il 6 e 13 luglio rispettivamente). La traccia venne poi portata da 3:47 a 3:30 per la pubblicazione negli Stati Uniti, avvenuta in ottobre. In tutti i paesi il lato B conteneva la traccia Son and Daughter.
Il 14 febbraio 1974 la Elektra Records pubblicò negli Stati Uniti d'America il singolo Liar/Doing All Right. La stessa etichetta, nel 1975, ripubblicò anche Keep Yourself Alive con un doppio lato B costituito dai brani Lily of the Valley e God Save the Queen, entrambe uniche se confrontate con le rispettive versioni album. Questa nuova versione rimase inedita su album negli USA fino al 1991, anno in cui venne inserita come bonus track nell'edizione rimasterizzata dalla Hollywood Records di quest'album, e nel resto del mondo fino al 2011, quando venne inserita nell'EP bonus dell'edizione deluxe dell'album A Night at The Opera.
L'album è stato ripubblicato prima nel 1991 negli USA dall'Hollywood Records con l'aggiunta di tre bonus tracks, in seguito nel 1994 dalla Parlophone (senza alcuna traccia bonus) ed infine nel 2011 rimasterizzato in formato digitale dalla Island/Universal e distribuito in due edizioni:
- standard edition, contenente l'album originale
- deluxe edition 2 CD, contenente l'album originale ed un EP bonus

Il 25 ottobre 2024 è stata pubblicata la quarta ristampa chiamata Queen I Collector's Edition: box set contenente tutte le tracce originali rimasterizzate, demo, registrazioni in studio alternative, versioni dal vivo rare ed inedite. Conta 63 tracce in totale, il tutto suddiviso in 6 CD e 1 LP, oltre che un libretto coi memorabilia.
Il primo singolo estratto è stato un mix di The Night Comes Down (pubblicato il 13 settembre), che è stato criticato per l'utilizzo dell'intelligenza artificiale nel video musicale ufficiale e per la "correzione" della voce di Freddie, seguito dal mix di Modern Times Rock 'n' Roll dell'11 ottobre e un remix di Keep Yourself Alive.
Presenti sono una versione live di Jesus (esibita una singola volta), la canzone Mad the Swine (inedito rilasciato come lato B su Innuendo), una cover live di I'm a Man di Bo Diddley e la demo di Hangman, tratte dalle registrazioni delle primissime esibizioni live della band, nonché dalle sessioni della BBC.

## Stile musicale
Lo stile è influenzato dal rock progressivo e dall'heavy metal dell'epoca, rifacendosi a gruppi come Led Zeppelin e Yes. I testi spaziano attraverso vari argomenti, tra cui la religione (nella nona traccia Jesus) e il mito (in My Fairy King).
Cinque dei brani di questo album sono stati scritti da Freddie Mercury, quattro da Brian May (compresa Doing All Right, scritta in collaborazione con Tim Staffell, bassista e cantante degli Smile), mentre uno (Modern Times Rock 'n' Roll) è stato composto e interpretato da Taylor.
Queen può essere suddiviso in tre differenti periodi di scrittura:
- brani composti prima che la band fosse formata: Doing All Right, proveniente dal repertorio degli Smile, la band pre-Queen in cui militavano Brian May e Roger Taylor assieme a Tim Staffell.
- brani composti dopo la formazione dei Queen, ma prima dell'arrivo di John Deacon nel gruppo: Keep Yourself Alive, Great King Rat, My Fairy King, Liar, Modern Times Rock 'n' Roll, Son and Daughter e Jesus.
- brani composti dopo l'arrivo di John Deacon: The Night Comes Down.

Nel retro dell'album la band fece includere il commento "No synthesizers" (nessun sintetizzatore), poiché alcuni ascoltatori avevano erroneamente ritenuto che alcuni effetti vocali e chitarristici fossero dovuti all'uso di strumenti elettronici. Sempre nel retro il bassista John Deacon viene indicato come "Deacon John". Brian May spiega: 
(Brian May)

## Accoglienza
| Recensione                    | Giudizio |
| ----------------------------- | -------- |
| AllMusic                      |          |
| Chicago Tribune               | [ 11 ]   |
| Encyclopedia of Popular Music | [ 12 ]   |
| Pitchfork Media               | [ 13 ]   |
| PopMatters                    | [ 14 ]   |
| Q                             | [ 15 ]   |
| Record Collector              | [ 15 ]   |
| Rolling Stone                 | [ 15 ]   |
| The Rolling Stone Album Guide | [ 16 ]   |
| Piero Scaruffi                | [ 17 ]   |

Rolling Stone scrisse: «Non c'è dubbio che questo energico, quartetto funky inglese abbia tutti gli strumenti necessari per rivendicare l'abdicato trono heavy-metal degli Zep, oltre che per diventare una forza veramente influente nel mondo del rock. Il loro album di debutto è eccellente.» Il Winnipeg Free Press fece notare come i Queen prendessero in prestito da altri artisti e li paragonò favorevolmente ai Led Zeppelin, scrivendo: «Il gruppo riesce a iniettare un tale tocco di energia alla maggior parte di questo [album] che non mi dispiace un po' [...] Con il loro primo album, i Queen hanno prodotto un punto di riferimento, mischiato a forte energia che nel tempo potrà essere considerata con la stessa riverenza che Led Zep 1 riceve adesso.» Altre testate lodarono il disco, mettendo soprattutto in risalto la qualità di pezzi quali il trittico iniziale Keep Yourself Alive-Doing All Right-Great King Rat. Tuttavia non mancarono nemmeno le critiche negative, e alcune riviste (soprattutto americane) arrivarono a definire Queen come "banale rock da supermercato".
Negli anni successivi, AllMusic ha assegnato all'album 3 stelle su 5, definendolo come «bizzarro, ma promettente esordio di un classico gruppo rock». Nel 1994, Guitarist Magazine l'ha classificato come il 19º album dalle chitarre più influenti di tutti i tempi.

## Tracce
1. Keep Yourself Alive – 3:47 (Brian May)
2. Doing All Right – 4:10 (Brian May, Tim Staffell)
3. Great King Rat – 5:43 (Freddie Mercury)
4. My Fairy King – 4:13 (Freddie Mercury)
5. Liar – 6:25 (Freddie Mercury)
6. The Night Comes Down – 4:23 (Brian May)
7. Modern Times Rock 'n' Roll – 1:48 (Roger Taylor)
8. Son and Daughter – 3:23 (Brian May)
9. Jesus – 3:44 (Freddie Mercury)
10. Seven Seas of Rhye (Instrumental) – 1:17 (Freddie Mercury)

Tracce bonus nella riedizione CD del 1991 della Hollywood Records
1. Mad the Swine (June 1972) – 3:24 (Freddie Mercury)
2. Keep Yourself Alive (Long-Lost Retake) – 4:04 (Brian May)
3. Liar (1991 Remix) – 6:28 (Freddie Mercury)

EP bonus nella riedizione CD del 2011 della IslandUniversal
1. Keep Yourself Alive (De Lane Lea Demo, December 1971) – 3:50 (Brian May)
2. The Night Comes Down (De Lane Lea Demo, December 1971) – 4:22 (Brian May)
3. Great King Rat (De Lane Lea Demo, December 1971) – 6:07 (Freddie Mercury)
4. Jesus (De Lane Lea Demo, December 1971) – 5:04 (Freddie Mercury)
5. Liar (De Lane Lea Demo, December 1971) – 7:52 (Freddie Mercury)
6. Mad the Swine (June 1972) – 3:22 (Freddie Mercury)

Queen I - Collector's Edition
1. Keep Yourself Alive (2024 Mix) – 3:45 (testo: Brian May – musica: Freddie Mercury, Roger Taylor, Brian May)
2. Mad the Swine – 3:20 (Freddie Mercury)
3. The Night Comes Down (2024 Mix) – 4:21 (Brian May)
4. Modern Times Rock 'n' Roll (2024 Mix) – 1:48 (Roger Taylor)
5. Hangman (Live at San Diego Sports Arena, 12 March 1976) – 6:36 (Freddy Mercury, Brian May, Roger Taylor, John Deacon)
6. Jesus (Live at Imperial College, 23 August 1970) – 5:41 (Freddie Mercury)
7. I'm a Man (Live at Imperial College, 23 August 1970) – 4:42 (Bo Diddley)

## Formazione
Gruppo
- Freddie Mercury – voce principale (eccetto tracce 7 e 10), pianoforte, cori (eccetto traccia 10)
- Brian May – chitarra, pianoforte, cori, seconda voce (traccia 1)
- John Deacon – basso, cori (traccia 5)
- Roger Meddows-Taylor – batteria, cori, percussioni, voce principale (traccia 7), seconda voce (traccia 1)

Produzione
- John Anthony – produzione; cori in traccia 7[7]
- Roy Baker – produzione, ingegneria del suono
- Queen – produzione
- Tim Staffell – songwriting (traccia 2)
- Ted Sharpe – ingegneria del suono
- Mike Stone – ingegneria del suono
- Dave Hentschel – ingegneria del suono

## Classifiche
| Classifica (1973) | Posizione massima |
| ----------------- | ----------------- |
| Regno Unito       | 24                |
| Stati Uniti       | 83                |